# Васильев-Кытин, Борис Сергеевич
Борис Сергеевич Васильев-Кытин (1923—1987) — лейтенант Советской Армии, участник Великой Отечественной войны, Герой Советского Союза (1944).

## Биография
Борис Васильев-Кытин родился 4 августа 1923 года в Астрахани в рабочей семье. Окончил начальную школу, работал на бондарном заводе. В феврале 1942 года он был призван на службу в Рабоче-крестьянскую Красную Армию. Окончил курсы младших лейтенантов. С 12 апреля 1943 года — на фронтах Великой Отечественной войны. К апрелю 1944 года гвардии лейтенант Борис Васильев-Кытин командовал взводом 105-го гвардейского стрелкового полка 34-й гвардейской стрелковой дивизии 46-й армии 3-го Украинского фронта. Отличился во время форсирования Днестра.
17 апреля 1944 года Васильев с группой бойцов из 10 человек захватил плацдарм на правом берегу Днестра в районе села Раскаецы Суворовского района Молдавской ССР. Бой с контратакующими подразделениями противника длился в течение 36 часов. Группе удалось закрепиться на высоте и отбить 17 контратак, дважды даже самой перейдя в контратаки. В боях враг понёс большие потери в живой силе. Васильев-Кытин получил ранение, но поля боя не покинул, продолжая руководить действиями группы и лично подняв своих бойцов в атаку. Несмотря на численный перевес противника, группе удалось удержать боевые позиции до подхода подкреплений.
Указом Президиума Верховного Совета СССР от 13 сентября 1944 года гвардии лейтенант Борис Васильев-Кытин в числе всех участников тех боёв был удостоен высокого звания Героя Советского Союза с вручением ордена Ленина и медали «Золотая Звезда» за номером 4932.
В 1946 году Васильев-Кытин был уволен в запас. Проживал и работал в Астрахани. Скончался 6 мая 1987 года, похоронен на Новом кладбище Астрахани.
Был также награждён орденом Отечественной войны 1-й степени, двумя орденами Красной Звезды, а также рядом медалей.

## Память
У села Раскаецы на правом берегу Днестра на высоте установлен обелиск в честь подвига 10 гвардейцев .